# Culture musicale des Aïnous

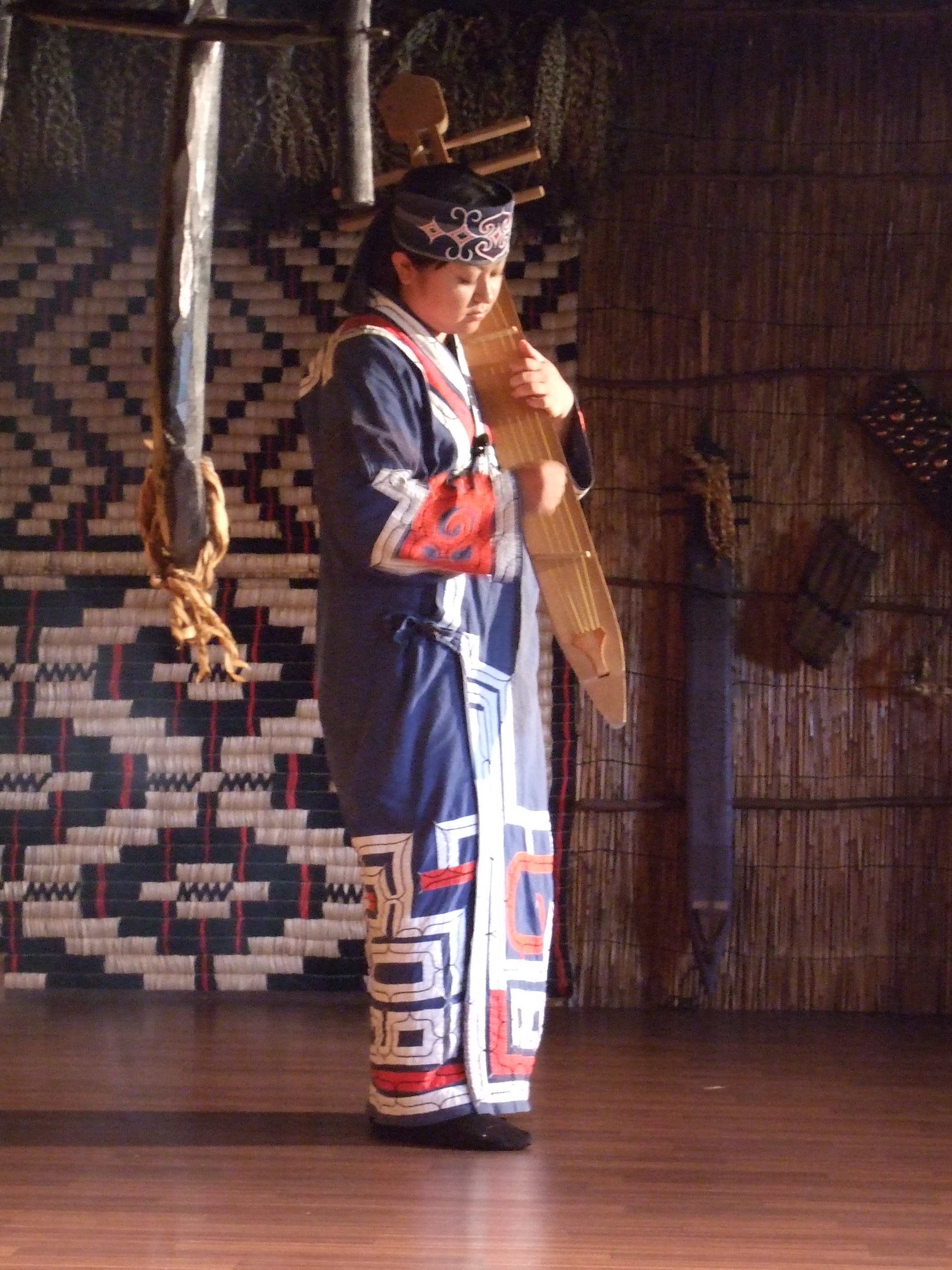

La culture des Aïnous consiste notamment en de la musique, des chants et de la danse. La danse traditionnelle aïnou a été inscrite à la liste représentative du patrimoine culturel immatériel de l'humanité en 2009.

## Instruments traditionnels

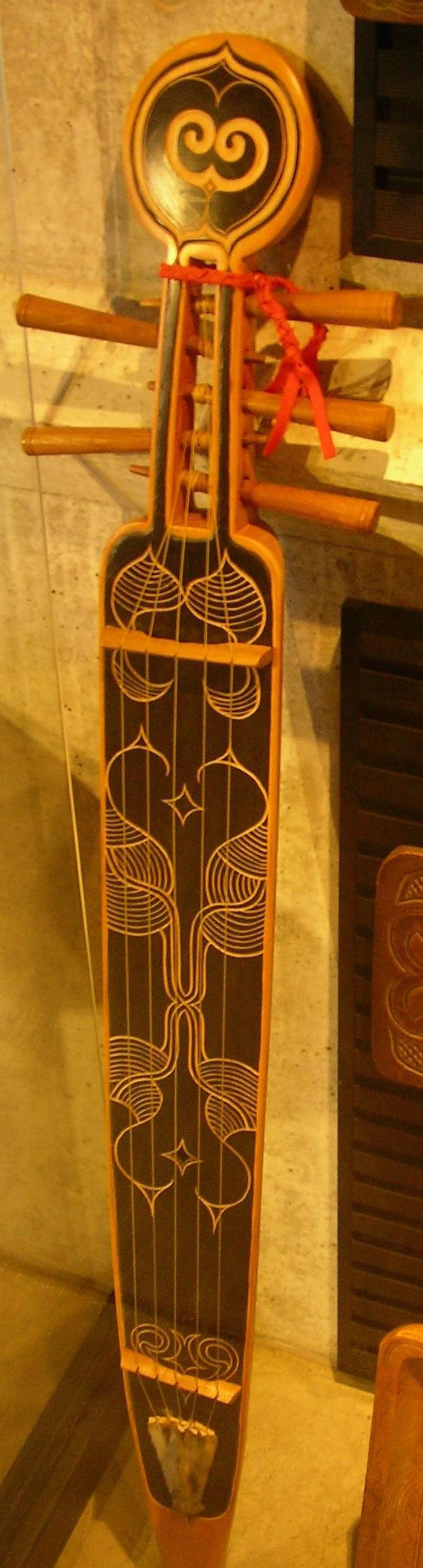
Un tonkori

### Mukkuri
Le mukkuri, aussi appelé harpe buccale, ou luth japonais, qui est un instrument de musique fait de bambou et de ficelle. Taillé comme une fine cuillère plate mesurant 10 à 15 cm de long et 1 cm de large, le centre du mukkuri est creusé de la forme d’une langue à laquelle est attachée une ficelle aux deux extrémités. Pour en jouer, il faut placer la ficelle dans une main et poser avec l’autre main le mukkuri contre le bord de la bouche. Il faut tirer la ficelle pour créer une vibration. Les joueurs varient les sonorités émises en ouvrant plus ou moins la bouche tandis qu’ils soufflent tout en tirant la ficelle plus ou moins rapidement. Ces instruments, proches des guimbardes, existent aussi chez les peuples indigènes de Taïwan et chez certaines ethnies nordiques ainsi que chez d’autres peuples indigènes dans le monde entier. La technique de construction et la technique d’utilisation du mukkuri sont deux arts indissociables.

### Tonkori
Le tonkori est un instrument de musique taillé comme une cithare japonaise et tout d’abord utilisé par les Aïnous de Sakhaline. Un arbre est vidé pour composer le corps de l’instrument, au-dessus duquel est attaché un morceau de bois plat. Il mesure entre 70 et 150 cm de long et approximativement 15 cm de large. Il possède en général cinq cordes, mais il est possible d'en voir moins souvent avec soit trois, soit six cordes. Le tonkori est porté et joué en pinçant les cordes avec les deux mains mais en prenant soin de ne pas poser les doigts sur les cordes. C’est un art complexe qui demande une grande dextérité.

### Pararayki
Le pararayki est une sorte de luth à long manche, dérivé du balalaïka russe et principalement utilisé par les Aïnous des Îles Kouriles.

## La danse et le chant
Depuis toujours, les Aïnous chantent et dansent pour leurs cérémonies religieuses comme l'Iyomante (cérémonie de l'esprit ours) et durant leurs célébrations (naissances, fêtes, mariages, enterrements). Ils chantent et dansent pendant leurs prières et quand ils content leurs légendes (les Kutune-Shirka ou les Yukar), mais aussi en famille, lors de réunions amicales et même pendant le travail quotidien (cueillette, retour de chasse, confection des bouillies, etc.). Il existe de nombreuses danses : rimse, upopo, horippa (danses en cercle), les danses de prière, les danses de jeu, les danses d’exorcisme, les danses de travail, les danses qui décrivent les mouvements des animaux… Ces danses varient d’une région à l’autre, d’un kotan à l’autre, et sont si nombreuses, si variées, qu’elles ne peuvent faire l'objet d'un inventaire complet. Elles ont toutefois obtenu aujourd’hui la reconnaissance en tant que « biens culturels folkloriques intangibles ».
Généralement, les danses se font sans instruments, seuls les voix, les frappements et claquements de mains guident ces danses. Les Aïnous chantent, imitent des cris d’animaux ou psalmodient des onomatopées. Les danseurs ne sont pas professionnels : tous les Aïnous dansent. La plupart des danses sont mixtes mais, ce sont essentiellement des femmes qui dansent et, seules certaines danses sont des danses d’hommes. Pour les Aïnous, danser est un moment de plaisir qui se partage avec les kamuys (les esprits).

## Musiciens aïnous

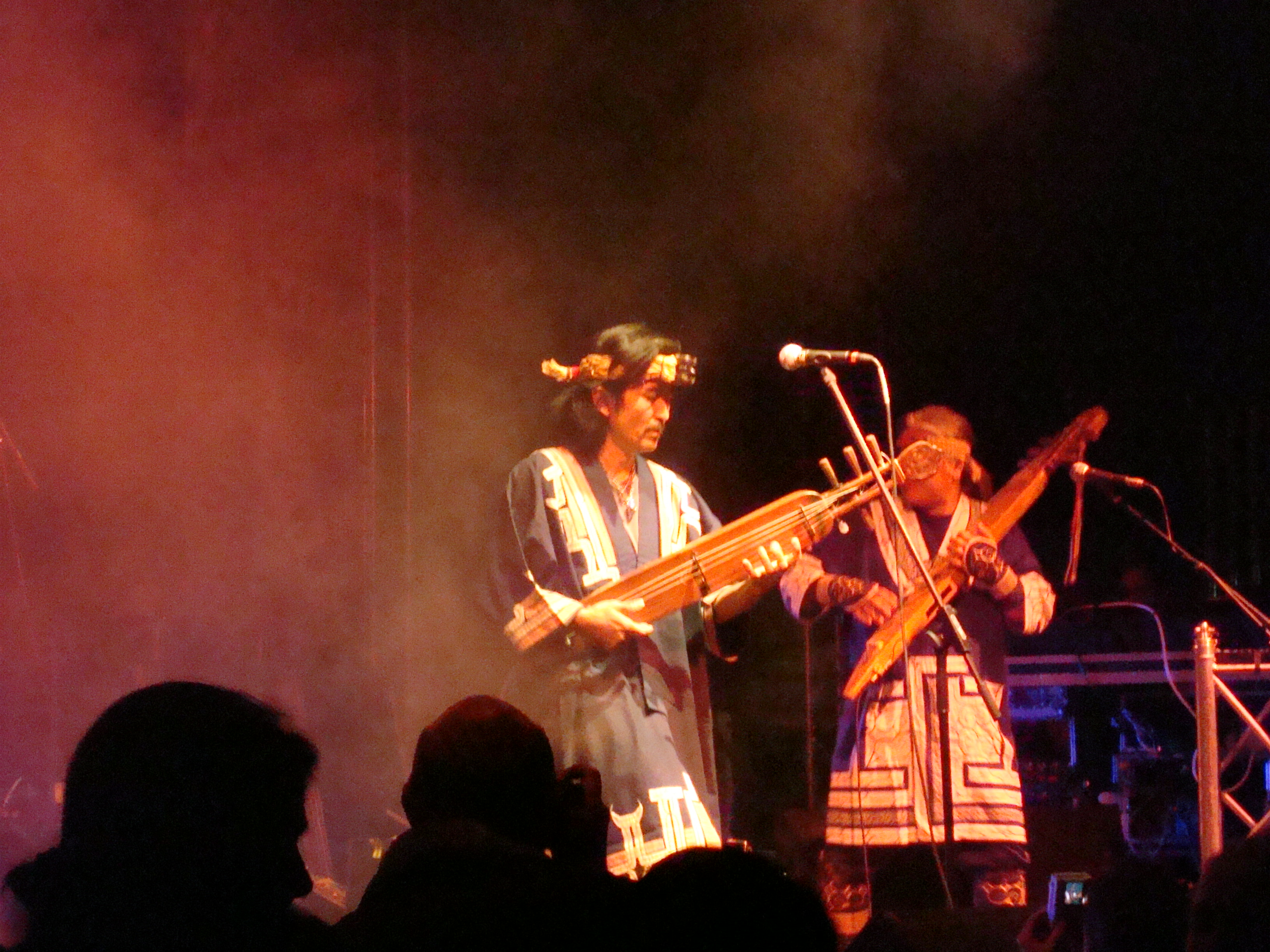
Oki Ainu Dub Band en concert à Rudolstadt le 6 juillet 2007.

- Le musicien aïnou Oki, fils du sculpteur Bikki, permet de faire entendre ces instruments traditionnels au Japon et à l'étranger.
- Marewrew est un groupe de quatre chanteuses et musiciennes originaires de l'île d'Hokkaido qui se consacrent à la préservation de la culture musicale de leur ethnie. Elles pratiquent notamment le chant diphonique, caractéristique de la culture musicale aïnou.
- Umeko Ando